# ハッピープログレス
ハッピープログレス（欧字名:Happy Progress、1978年4月15日 - 2000年4月8日）は、日本の競走馬、種牡馬。
グレード制導入初年度となった7歳時（1984年）には、GIに生まれ変わった安田記念を優勝。スプリンターズステークス（GIII）、京王杯スプリングカップ（GII）を併せて3連勝とし「春の短距離三冠」を果たした。他にCBC賞（重賞、GIII）2勝、阪急杯（重賞）合計JRA重賞6勝を挙げた。

## 経歴

### デビューまで
シングルワンは、イギリス産の種牡馬ヴイエナの仔であり、母父はスプリンターのカリム、牝系のルーツは1910年にアメリカから輸入されたレスリーカーターである。競走馬としては、1976年から1978年にかけて、15戦6勝という成績を残した。繁殖牝馬となり初年度は、アメリカ産のスプリンター種牡馬であるフリートウイングと交配。1978年4月15日、北海道三石町の村上牧場にて、初仔の牡馬（後のハッピープログレス）を出産した。
産まれた直後の仔は、村上牧場の同期の中で最も小さな馬体をしていた。牧場の村上沢一は「これで競走馬になれるのか」と考えていたが、育成を経た2歳の秋には馬体も充実していった。藤田晋に800万円で購入され「ハッピープログレス」と命名、栗東トレーニングセンターの山本正司厩舎に入厩した。

### 競走馬時代

#### 3-5歳（1980-82年）
1980年11月8日、京都競馬場の新馬戦（芝1200メートル）に武邦彦が騎乗しデビュー、5着に敗れた。武が継続して騎乗し、2戦目の新馬戦で逃げ切り初勝利、3戦目の400万円以下も勝利し、連勝とした。飯田明弘に乗り替わった中京3歳ステークスでは、好位から抜け出し3連勝。続く4歳、1981年春は短距離レースに参戦するも3連敗。秋は距離を延長して2000メートルの神戸新聞杯、京都新聞杯に参戦するも勝利には至らず、菊花賞に出走することができなかった。
5歳となった1982年は、短距離に戻り、始動戦の寿賞、淀短距離ステークスと連勝。続いて距離を延長して2000メートルの中京記念や、1600メートルのマイラーズカップに参戦するも二桁着順に敗退、その後、脚部不安を発症し長期休養となった。
12月のCBC賞で9か月ぶりに復帰、7番人気に推されて出走した。直線で追い込みを見せて、桜花賞優勝馬のブロケード、阪神3歳ステークス優勝馬のサニーシプレーなどをかわし、前年のCBC賞優勝のアグネスベンチャーに半馬身差をつけて勝利。重賞初勝利となり、武は「強力な逃げ馬が多い中で良く走ってくれた。距離が長くなるとひっかるが、この距離だと行きっぷりが実にいい」と振り返っている。

#### 6-7歳（1983-84年）
6歳となった1983年は、北山特別（ダート1800メートル）で始動。敗退後、田原成貴に乗り替わって短距離重賞のスワンステークスに進み、ハギノカムイオーに敗れ3着。6月の阪急杯で追い込みを決め、重賞2勝目を挙げた。12月のCBC賞ではニホンピロウイナーに敗れた2着となり、連覇とはならなかった。
7歳となった1984年は、始動戦の淀短距離ステークスでは再びニホンピロウイナーに敗れ、マイラーズカップ4着の後、関東遠征を敢行。3月18日、中山競馬場のスプリンターズステークス（GIII）に飯田明弘とともに1番人気で出走した。後方3番手から、直線大外に持ち出し追い込み、残り200メートルで抜け出し、後方に1馬身4分の3差をつけて重賞3勝目とした。続いて4月22日、東京競馬場の京王杯スプリングカップ（GII）にて1番人気で出走。出走21頭中、後方5番手に位置し、直線で大外に持ち出し追い上げを開始。先に抜け出したドウカンヤシマ、ワールドキング、ダスゲニーをかわし、ドウカンヤシマに4分の3差をつけて重賞連勝、4勝目とした。
この間に、球節の状態が悪く、コズミもあったため回避も考えられたが、5月13日の安田記念（GI）に参戦、グレード制施行により定量戦のGIにリニューアルされた初年度であった。騎乗予定の飯田が落馬負傷のため田原が騎乗、出走22頭のうち重賞勝ち馬16頭が集まり、アサカシルバーに次ぐ2番人気に推された。後方待機から第3コーナーで外、直線で大外に持ち出して追い、後方に1馬身4分の3差をつけて勝利、重賞3連勝で「春の短距離三冠」を果たした。
関西に戻った秋は、スワンステークス（GII）、第1回マイルチャンピオンシップ（GI）に参戦するも、どちらもニホンピロウイナーに敗れて3着、2着。この年限りでの引退が決まり、引退レースとして12月16日のCBC賞（GIII）に出走。ニホンピロウイナーの参戦はなかったが、負担重量61キログラムが課された。後方待機から直線で外に持ち出して追い上げ、先に抜け出したシャダイソフィアをかわし、半馬身差をつけて勝利。CBC賞2勝目、グレード重賞4勝目、JRA重賞6勝目となった。
1985年1月27日、中京競馬場にて1984年のCBC賞のゼッケン「13」を身に着け引退式を開催。同じくCBC賞の実況録音が流れる中、武が騎乗しスタンド前で走りを披露した。

### 種牡馬時代
引退後は、日本中央競馬会が6000万円で購入して、九州種馬場で種牡馬となった。種馬場長によれば「（前略）上に乗ってからもスプリンターらしく早射ちなので楽ですよ」と種付けに関しての評価が高かった。1995年2月2日付で用途変更、種牡馬を引退した後は那須種馬場に繋養されていた。2000年4月8日に、JRA主催の桜花賞開催記念イベントで観客に展示されるため阪神競馬場に来場し、展示が終わり馬房に戻る際に急性心不全を発症。23歳で死亡する。

## 競走成績
以下の内容は、netkeiba.comおよびJBISサーチの情報に基づく。
| 競走日     | 競馬場 | 競走名            | 格   | 距離（馬場）  | 頭 数 | 枠 番 | 馬 番 | オッズ（人気） | 着順 | タイム  | 0騎手     | 斤量 [kg] | 1着馬（2着馬）         |
| ---------- | ------ | ----------------- | ---- | ------------- | ----- | ----- | ----- | -------------- | ---- | ------- | --------- | --------- | ---------------------- |
| 1980.11.08 | 京都   | 3歳新馬           |      | 芝1200m（良） | 13    | 7     | 10    | 002.60（1人）  | 05着 | 01:13.3 | 0武邦彦   | 54        | フジヤマテスコ         |
| 0000.11.22 | 京都   | 3歳新馬           |      | ダ1200m（重） | 12    | 6     | 7     | 002.20（1人）  | 01着 | 01:13.5 | 0武邦彦   | 54        | （マチカネサターン）   |
| 0000.12.13 | 中京   | 3歳400万下        |      | ダ1000m（稍） | 10    | 7     | 8     | 004.10（1人）  | 01着 | 01:01.1 | 0武邦彦   | 54        | （フジサイモン）       |
| 0000.12.20 | 中京   | 中京3歳S          |      | 芝1400m（良） | 8     | 2     | 2     | 034.80（8人）  | 01着 | 01:23.3 | 0飯田明弘 | 55        | （ヤシマスピード）     |
| 1981.03.21 | 阪神   | 4歳オープン       |      | 芝1400m（重） | 7     | 5     | 5     | 003.50（2人）  | 07着 | 01:27.1 | 0飯田明弘 | 56        | ヘーゼルブロンド       |
| 0000.04.11 | 阪神   | マーガレットS     |      | 芝1600m（重） | 8     | 2     | 2     | 013.90（4人）  | 04着 | 01:39.0 | 0飯田明弘 | 56        | ウエスタンコナーズ     |
| 0000.06.21 | 中京   | 中京4歳特別       |      | 芝1400m（良） | 9     | 2     | 2     | 020.80（5人）  | 07着 | 01:24.0 | 0飯田明弘 | 56        | キタノコマヨシ         |
| 0000.09.27 | 阪神   | 神戸新聞杯        |      | 芝2000m（重） | 12    | 2     | 2     | 104.2（12人）  | 03着 | 02:03.4 | 0飯田明弘 | 56        | アグネステスコ         |
| 0000.10.18 | 京都   | 京都新聞杯        |      | 芝2000m（良） | 20    | 6     | 14    | 091.8（16人）  | 16着 | 02:03.1 | 0飯田明弘 | 57        | サンエイソロン         |
| 0000.11.07 | 京都   | 4歳上オープン     |      | ダ1400m（不） | 12    | 1     | 1     | 015.50（6人）  | 03着 | 01:24.0 | 0飯田明弘 | 55        | ハシクランツ           |
| 1982.01.10 | 京都   | 寿賞              | 13下 | ダ1400m（良） | 13    | 6     | 8     | 006.40（2人）  | 01着 | 01:24.2 | 0飯田明弘 | 56        | （インタームサシ）     |
| 0000.01.31 | 京都   | 淀短距離S         |      | 芝1200m（良） | 10    | 8     | 9     | 008.10（3人）  | 01着 | 01:09.6 | 0飯田明弘 | 54        | （バンブーハッピー）   |
| 0000.02.07 | 中京   | 中京記念          |      | 芝2000m（良） | 16    | 1     | 1     | 011.70（5人）  | 15着 | 02:03.5 | 0飯田明弘 | 55        | クニノカチドキ         |
| 0000.03.14 | 阪神   | マイラーズカップ  |      | 芝1600m（稍） | 14    | 7     | 11    | 023.40（6人）  | 10着 | 01:35.7 | 0武邦彦   | 56        | カズシゲ               |
| 0000.12.19 | 中京   | CBC賞             |      | 芝1200m（良） | 16    | 7     | 14    | 025.30（7人）  | 01着 | 01:09.8 | 0武邦彦   | 55        | （アグネスベンチャー） |
| 1983.01.08 | 京都   | 北山特別          | 18下 | ダ1800m（重） | 7     | 1     | 1     | 006.20（2人）  | 07着 | 01:52.4 | 0武邦彦   | 57        | カネデントーショー     |
| 0000.05.15 | 京都   | スワンS           |      | 芝1600m（良） | 17    | 8     | 15    | 118.2（13人）  | 03着 | 01:35.4 | 0田原成貴 | 56        | ハギノカムイオー       |
| 0000.06.12 | 阪神   | 阪急杯            |      | 芝1400m（良） | 12    | 7     | 10    | 006.10（3人）  | 01着 | 01:22.3 | 0田原成貴 | 56        | （ダニッシュガール）   |
| 0000.12.18 | 中京   | CBC賞             |      | 芝1200m（良） | 16    | 5     | 10    | 009.70（2人）  | 02着 | 01:10.2 | 0飯田明弘 | 57        | ニホンピロウイナー     |
| 1984.02.12 | 京都   | 淀短距離S         |      | 芝1200m（良） | 6     | 5     | 5     | 004.00（2人）  | 02着 | 01:11.7 | 0飯田明弘 | 58        | ニホンピロウイナー     |
| 0000.02.26 | 阪神   | マイラーズカップ  |      | 芝1600m（不） | 13    | 8     | 12    | 017.10（4人）  | 04着 | 01:37.6 | 0飯田明弘 | 57        | ローラーキング         |
| 0000.03.18 | 中山   | スプリンターズS   | GIII | 芝1200m（稍） | 13    | 7     | 11    | 003.50（1人）  | 01着 | 01:10.3 | 0飯田明弘 | 57        | （ワールドキング）     |
| 0000.04.22 | 東京   | 京王杯スプリングC | GII  | 芝1400m（良） | 22    | 4     | 9     | 002.50（1人）  | 01着 | 01:23.8 | 0田原成貴 | 57        | （ドウカンヤシマ）     |
| 0000.05.13 | 東京   | 安田記念          | GI   | 芝1600m（良） | 22    | 3     | 5     | 009.30（2人）  | 01着 | 01:37.8 | 0田原成貴 | 57        | （ダスゲニー）         |
| 0000.10.28 | 京都   | スワンS           | GII  | 芝1400m（良） | 14    | 2     | 2     | 018.40（6人）  | 03着 | 01:22.9 | 0武邦彦   | 58        | ニホンピロウイナー     |
| 0000.11.18 | 京都   | マイルCS          | GI   | 芝1600m（良） | 16    | 7     | 12    | 010.30（3人）  | 02着 | 01:35.4 | 0田原成貴 | 57        | ニホンピロウイナー     |
| 0000.12.16 | 中京   | CBC賞             | GIII | 芝1200m（良） | 14    | 8     | 13    | 005.20（2人）  | 01着 | 01:09.1 | 0武邦彦   | 61        | （シャダイソフィア）   |

## 血統表
| ハッピープログレスの血統                  | ハッピープログレスの血統         | ハッピープログレスの血統    | （血統表の出典）            | （血統表の出典） |
| 父系                                      | ナスルーラ系                     | ナスルーラ系                | ナスルーラ系                | [ § 2 ]          |
| 父 *フリートウイング Fleet Wing 1966 鹿毛 | 父の父Fleet Nasrullah 1955 鹿毛  | Nasrullah                   | Nearco                      | Nearco           |
| 父 *フリートウイング Fleet Wing 1966 鹿毛 | 父の父Fleet Nasrullah 1955 鹿毛  | Nasrullah                   | Mumtaz Begum                |                  |
| 父 *フリートウイング Fleet Wing 1966 鹿毛 | 父の父Fleet Nasrullah 1955 鹿毛  | Happy Go Fleet              | Count Fleet                 | Count Fleet      |
| 父 *フリートウイング Fleet Wing 1966 鹿毛 | 父の父Fleet Nasrullah 1955 鹿毛  | Happy Go Fleet              | Draeh                       |                  |
| 父 *フリートウイング Fleet Wing 1966 鹿毛 | 父の母Akimbo 1956 栗毛           | Pan                         | Atys                        | Atys             |
| 父 *フリートウイング Fleet Wing 1966 鹿毛 | 父の母Akimbo 1956 栗毛           | Pan                         | Pretty Girl                 |                  |
| 父 *フリートウイング Fleet Wing 1966 鹿毛 | 父の母Akimbo 1956 栗毛           | Posture                     | Spiral                      | Spiral           |
| 父 *フリートウイング Fleet Wing 1966 鹿毛 | 父の母Akimbo 1956 栗毛           | Posture                     | Imposture                   |                  |
| 母 シングルワン 1974 鹿毛                 | 母の父*ヴィエナ Vienna 1957 栗毛 | Aureole                     | Hyperion                    | Hyperion         |
| 母 シングルワン 1974 鹿毛                 | 母の父*ヴィエナ Vienna 1957 栗毛 | Aureole                     | Angelola                    |                  |
| 母 シングルワン 1974 鹿毛                 | 母の父*ヴィエナ Vienna 1957 栗毛 | Turkish Blood               | Turkhan                     | Turkhan          |
| 母 シングルワン 1974 鹿毛                 | 母の父*ヴィエナ Vienna 1957 栗毛 | Turkish Blood               | Rusk                        |                  |
| 母 シングルワン 1974 鹿毛                 | 母の母レスリーカリム 1962 栗毛   | *カリム                     | Nearco                      | Nearco           |
| 母 シングルワン 1974 鹿毛                 | 母の母レスリーカリム 1962 栗毛   | *カリム                     | Skylarking                  |                  |
| 母 シングルワン 1974 鹿毛                 | 母の母レスリーカリム 1962 栗毛   | ハツカゼ                    | タカクラヤマ                | タカクラヤマ     |
| 母 シングルワン 1974 鹿毛                 | 母の母レスリーカリム 1962 栗毛   | ハツカゼ                    | マツカゼ                    |                  |
| 母系(F-No.)                               | レスリーカーター系(FN:16-g)      | レスリーカーター系(FN:16-g) | レスリーカーター系(FN:16-g) | [ § 3 ]          |
| 5代内の近親交配                           | Nearco 4×4                       | Nearco 4×4                  | Nearco 4×4                  | [ § 4 ]          |
| 出典                                      | 1. 2. 3. 4.                      | 1. 2. 3. 4.                 | 1. 2. 3. 4.                 | 1. 2. 3. 4.      |

- 全妹ハッピーガーランドの孫にユビキタスがいる。